# Елрих фон Вестхайм
Елрих фон Вестхайм (на немски: Elrich von Westheim, Ritter; † сл. 1258) е рицар от род фон Вестхайм (част от Марсберг) в Северен Рейн-Вестфалия.
Той е син на рицар Елрих фон Вестхайм († 1239) и съпругата му фон Аспе. Внук е на рицар Улрих фон Вестхайм († сл. 1196).
Фамилията на господарите фон Вестхайм е от 1082 г. във Вестхайм и измира през 15 век. Господари на Вестхайм стават господарите фон Каленберг.

## Фамилия
Елрих фон Вестхайм се жени за Матия фон Дикебер († сл. 1239), дъщеря на рицар Герлах фон Дикебер († 1244) и дъщерята на Готшалк фон Падберг († сл. 1221) и Гизела фон Оезеде, дъщеря на Видекинд фон Оезеде († сл. 1191). Те имат шест деца:
- дъщеря фон Вестхайм, омъжена за рицар Дитрих фон Недере († сл. 1299), син на Йохан фон Недере († сл. 1270)
- Алхайдис фон Вестхайм († сл. 1326), омъжена за рицар Лудолф фон Хорхузен († сл. 1333), син на рицар Бодо фон Хорхузен († 1265) и Хилдегард фон Хеерзе († сл. 1268)
- Кунигунда фон Вестхайм, омъжена за рицар Конрад фон Хорхузен († сл. 1326), син на рицар Фридрих фон Хорхузен († сл. 1273) и Аделе фон Грове-Хамелшпринге